# 劉夫人 (李克用)
劉夫人（りゅうふじん、大中7年（853年） - 同光3年5月6日（925年5月30日））は、唐末から五代十国時代の人物で、後唐の太祖李克用の正妻。荘宗李存勗の嫡母であり、その即位後に皇太妃に封ぜられた。

## 生涯
強くて勇敢であり、男勝りな性格であった。武術に優れ、側室や女中たちに騎射を教えた。
唐の中和4年（884年）6月、李克用が黄巣に勝利した後、開封で朱全忠が酒宴に招いた。しかしその夜、朱全忠が軍を率いて襲撃してきた。一部の将兵が李克用を見捨て逃げ帰り、主君の凶事を知らせた。劉氏はただちに逃げてきた者を斬り、将を呼んで軍をまとめた。この時、同行した史敬思は戦死したものの、李克用は逃走に成功した。翌日、李克用は激怒して朱全忠を討つべしと叫んだ。劉氏は「今は、あの男も朝廷の命を受けた官です。互いに攻撃するのは理がありません」と諫め、軍を晋陽に退かせた。
李克用が晋王となると、劉氏は秦国夫人に封ぜられた。その後、李克用軍と朱全忠軍は連年にわたって交戦した。大順元年（890年）、朱全忠軍は一度晋陽を囲んだ。李克用は弱気になって、ついには李存信の扇動で北へ逃れようとした。劉氏は李存信を罵り、夫を励まし、李存孝などの将士を薦めた。李克用は劉氏の言に従って、危険を脱した。
劉氏は美女であった曹氏（後の貞簡皇后）を見出すと、夫に側室として薦め、妻妾仲よくした。曹氏は李存勗（後唐の荘宗）など3人の男子を産んだ。荘宗が帝位につくと、嫡母の劉氏を皇太妃とした（父の側室の扱い）。劉氏は皇太后となった曹氏に「私たちの息子は国を建てた。私の長年の願いが実現した」と言った。李存勗は後梁を滅ぼすと、曹氏を伴って開封に遷し、劉氏は晋陽に残した。同光3年（925年）5月、劉氏は寂しく亡くなった。

## 伝記資料
- 『新五代史』
- 『旧五代史』